# Landquart
Landquart je obec ve švýcarském kantonu Graubünden, okresu Landquart, jehož je zároveň hlavním sídlem. Nachází se v údolí Rýna, asi 12 kilometrů severovýchodně od kantonálního hlavního města Churu, v nadmořské výšce 563 metrů. Žije zde přibližně 8 800 obyvatel.

## Geografie

Landquart v roce 1963

Landquart leží v širokém údolí Rýna, na soutoku Rýna s řekou Landquart, která přichází zprava z údolí Prättigau. K Landquartu náleží dříve samostatné obce Igis a Mastrils, nacházející se v jeho těsném sousedství. Nejvyšším bodem katastru obce je 1814 metrů vysoký Chemispitz, nacházející se nad Mastrilsem.
Obec má rozlohu 18,86 km² (na základě průzkumu z roku 2004/09). Z této rozlohy je přibližně 34,7 % využíváno pro zemědělské účely a 45,5 % je zalesněno. Ze zbývající půdy je 15,1 % zastavěná plocha (budovy nebo cesty) a 4,8 % tvoří neproduktivní půda. Při průzkumu v letech 2004/09 bylo zastavěno celkem 183 ha, tj. asi 9,7 % celkové plochy, což je o 54 ha více než v roce 1985. Ze zemědělské půdy je 28 ha využíváno pro sady a vinice, 602 ha tvoří pole a pastviny a 74 ha tvoří vysokohorské pastviny. Od roku 1985 se rozloha zemědělské půdy snížila o 74 ha. Za stejné období se rozloha lesní půdy zvýšila o 13 ha. Řeky a jezera zabírají v obci 55 ha.

## Historie
Igis je poprvé zmíněn kolem roku 840 jako Ovinae/Aviuns. V roce 1149 je zmiňován jako Auuine, v roce 1225 jako Huiuns a v roce 1253 jako Yges. Mastrils je poprvé zmiňován v roce 1318 jako Ponstrils. V roce 1345 je opět zmiňován jako Bastrils.

## Hospodářství

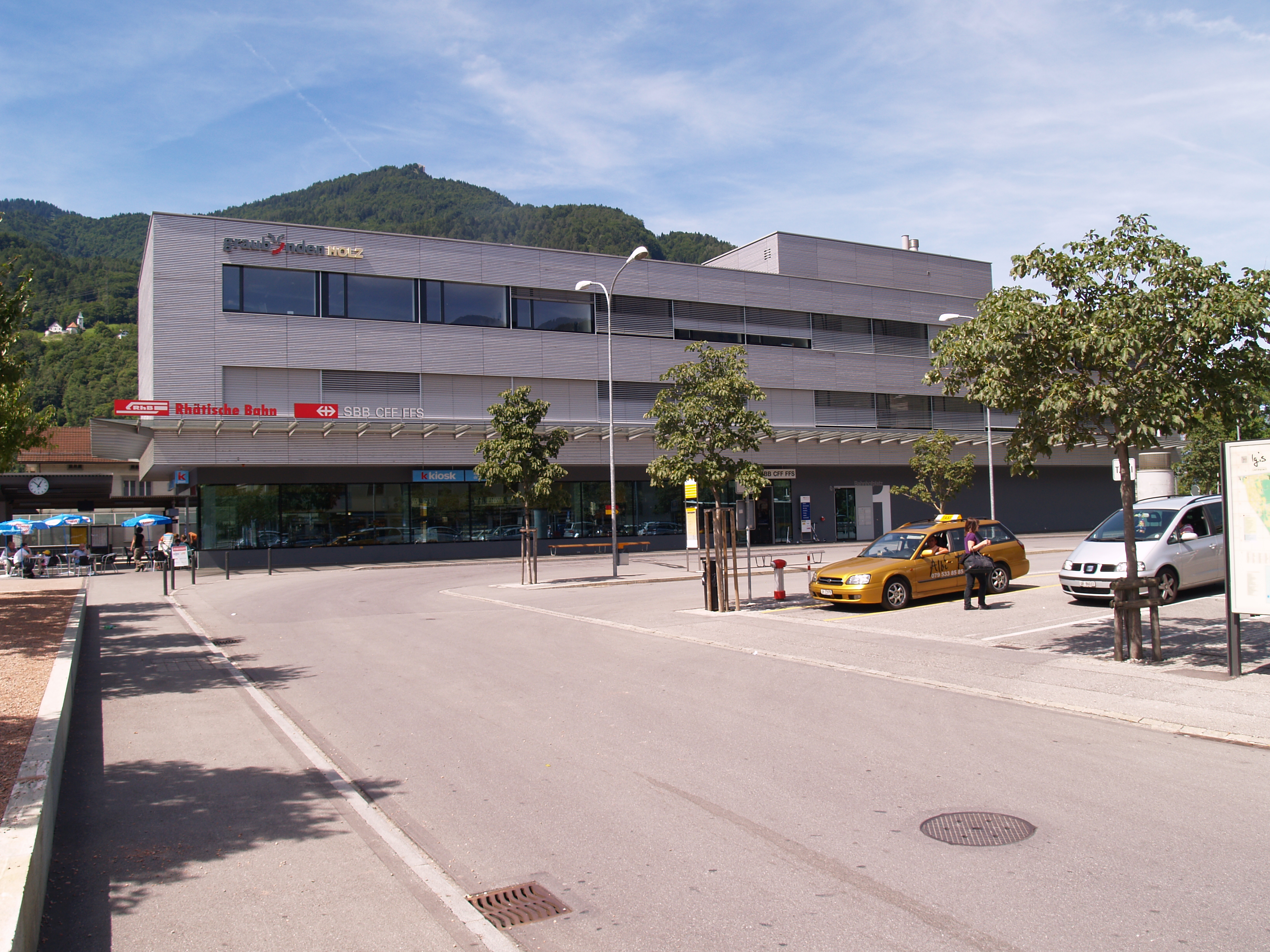
Nová výpravní budova stanice Landquart

Landquart je důležitý dopravní uzel a průmyslové centrum na jižním břehu stejnojmenné řeky. Továrna Landqart Security Paper vyrábí papír pro bankovky švýcarských franků a je dodavatelem mnoha dalších národních bank. Důležité je také zemědělské školicí středisko Plantahof.

## Doprava
Železniční stanice Landquart je důležitým dopravním uzlem. Je zde možno přestoupit z normálněrozchodné železnice švýcarských spolkových drah (SBB) na úzkorozchodnou Rhétskou dráhu (zkratka RhB; rozchod 1000 mm). Její dvě tratě (do Davosu a Thusis) tvoří jedny z nejdůležitějších linek sítě RhB. Zároveň má Rhétská dráha v Landquartu svou provozní základnu – sídlí zde ústřední dispečerské pracoviště, depo a dílny pro opravu železničních vozidel. Opravárenské kapacity byly naposledy citelně rozšířeny roku 2019.
Na okraji Landquartu se stýká kantonální hlavní silnice č. 28, vedoucí z Davosu údolím Prättigau, se silnicemi č. 3 a 13. Obec leží také nedaleko dálnice A13 (sjezd Landquart).